# تابع دبلیوی لامبرت

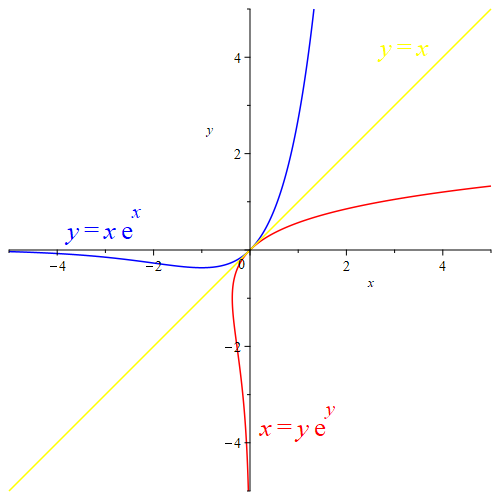
تابع دبلیوی لامبرت به عنوان وارون تابع در فضای اعداد حقیقی.

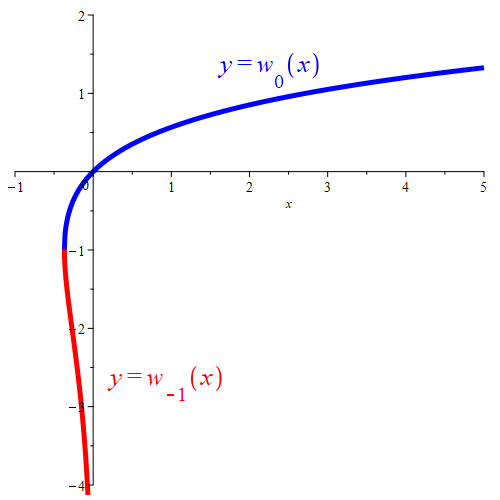
نمودار بخش‌های حقیقی تابع دبلیوی لامبرت. تنها دو شاخهٔ تابع چندمقداری دبلیوی لامبرت دارای قسمت حقیقی هستند. شاخه‌های صفر و منفی یک.

در ریاضیات، تابع دبلیوی لامبرت که به نام‌های تابع اُمِگا و لگاریتم ضربی هم صدا زده می‌شود، یک تابع چندمقداری است. ایدهٔ اصلیِ تعریف این تابع چندمقداری نوشتنِ وارونی برای تابعِ {\displaystyle f(x)=xe^{x}} است. چون ضابطهٔ {\displaystyle f} یک‌به‌یک نیست، بنابراین وارونِ آن نیز یک تابع نمی‌شود. به یاد آورید که تابع یک ضابطهٔ ریاضی است که هر عضو از مجموعهٔ دامنه‌اش را تنها به یک عضو از مجموعهٔ هم‌دامنه‌اش می‌نگارد. اگر ضابطهٔ وارونِ تابع {\displaystyle f} را با {\displaystyle w(x)} نمایش دهیم، آنگاه باید داشته باشیم {\displaystyle f{\big (}w(x){\big )}=x} یا معادلاً {\displaystyle w(x)e^{w(x)}=x}. همان گونه که در شکل می‌بینید (خم قرمزرنگ) ضابطهٔ {\displaystyle w(x)} یک تابع نمی‌شود؛ زیرا در قسمتی از دامنه‌اش، یک عدد حقیقی را به دو عدد حقیقی می‌نگارد. برای تابع‌کردنِ این ضابطه هم‌دامنه را تحدید می‌کنیم، مانند کاری که با تابع جذر انجام می‌دادیم. به هر یک از تحدیدهای این ضابطه که تابع می‌شود یک شاخه می‌گوئیم. توجه کنید که مانند تابع لگاریتم که به اعداد مختلط نیز تعمیم داده‌می‌شود، تابع دبلیوی لامبرت نیز به اعداد مختلط تعمیم داده‌می‌شود. در این حالت به ازای هر عدد صحیحِ {\displaystyle k} یک شاخه از تابع دبلیوی لامبرت داریم. شاخهٔ {\displaystyle k}اُم تابع دبلیوی لامبرت را با {\displaystyle w_{k}(x)} نمایش می‌دهیم. تنها دو شاخه دارای قسمت حقیقی هستند که شاخه‌های صفرم و منفی‌یکم می‌باشند. شاخهٔ صفرم را شاخهٔ اصلیِ این تابع چندمقداری نیز می‌نامند و اگر زیراندیس {\displaystyle k} برای {\displaystyle w} نوشته نشود به‌طور پیش‌فرض منظور شاخهٔ اصلی می‌باشد.

## نگارخانه

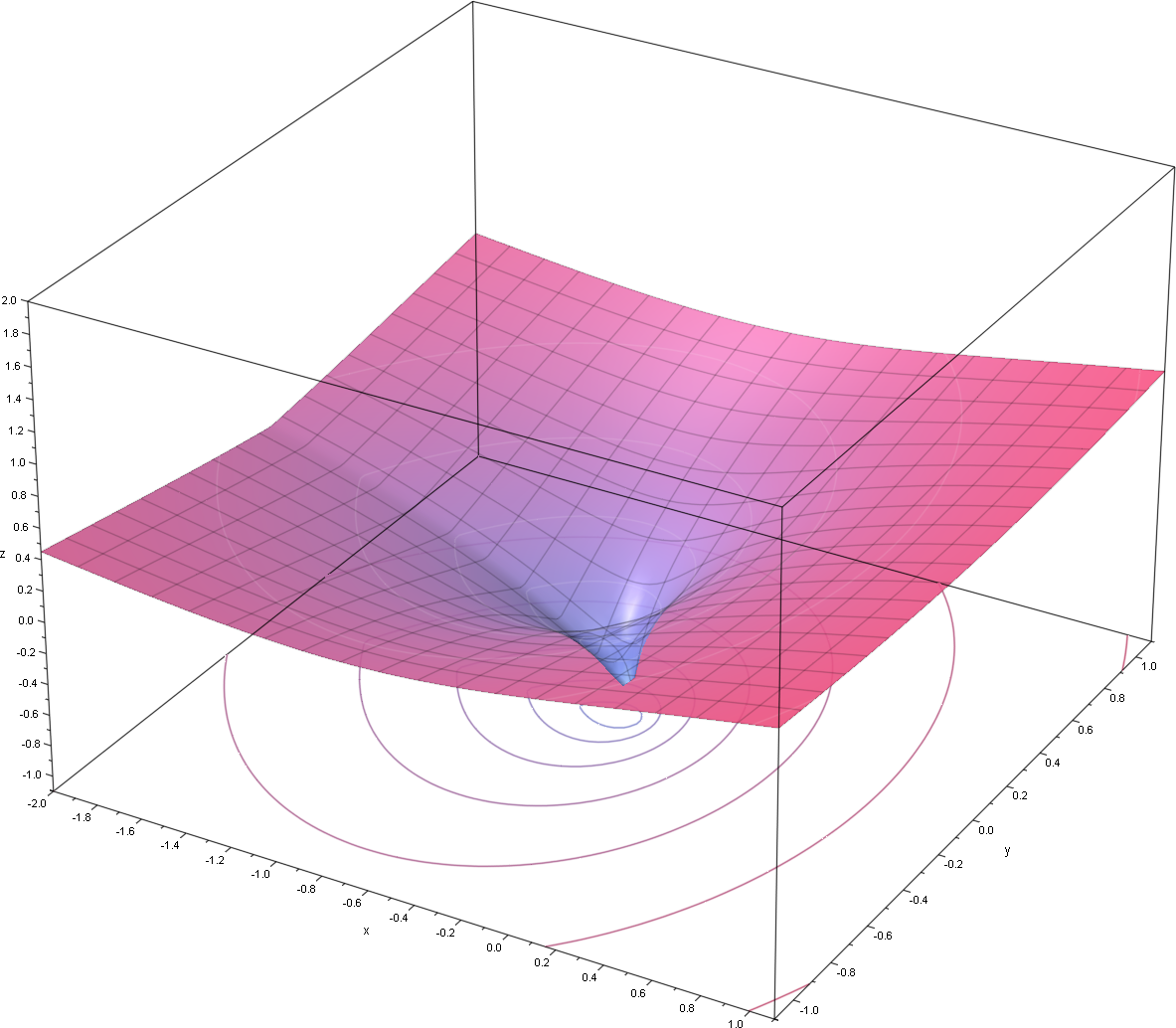
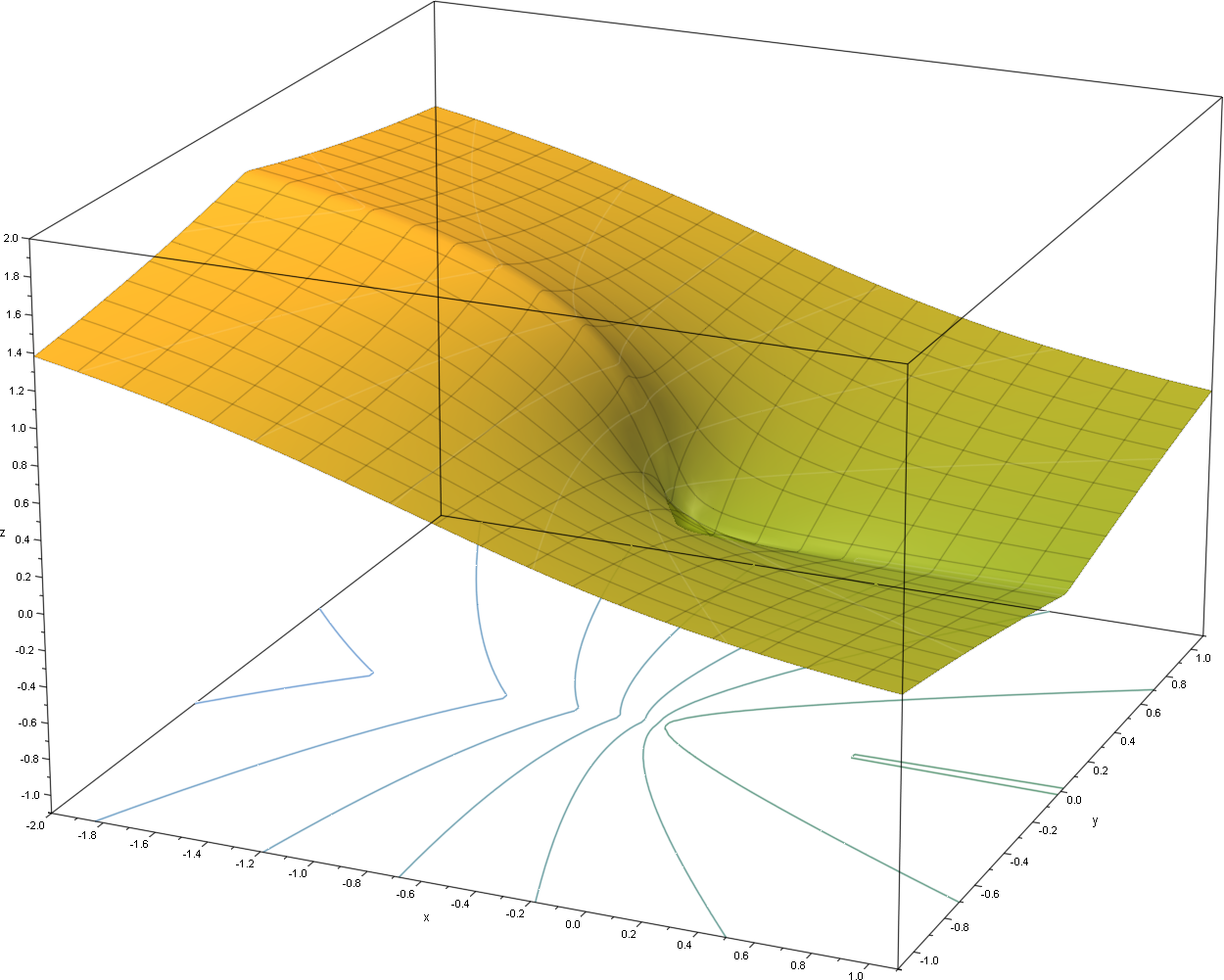
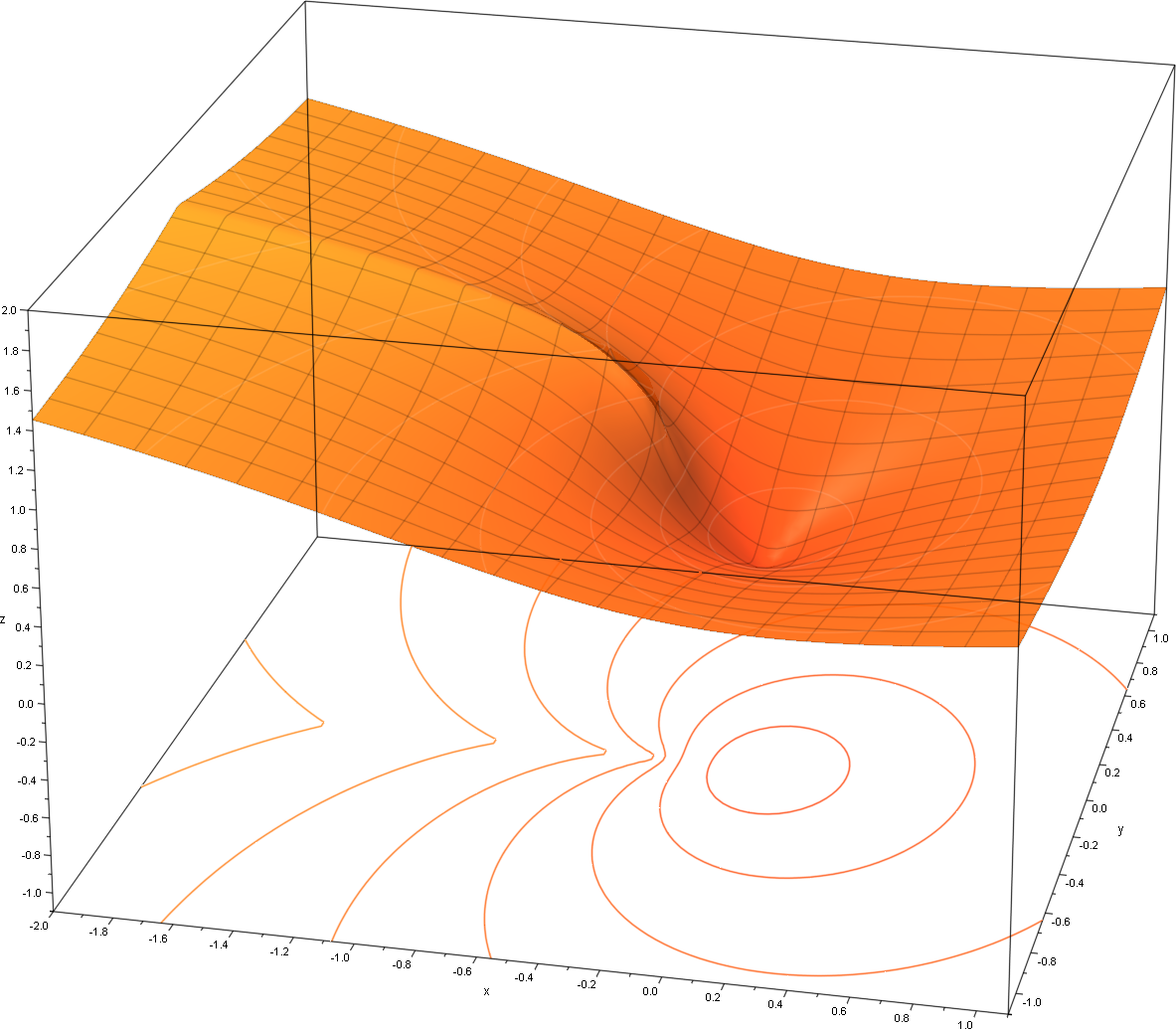
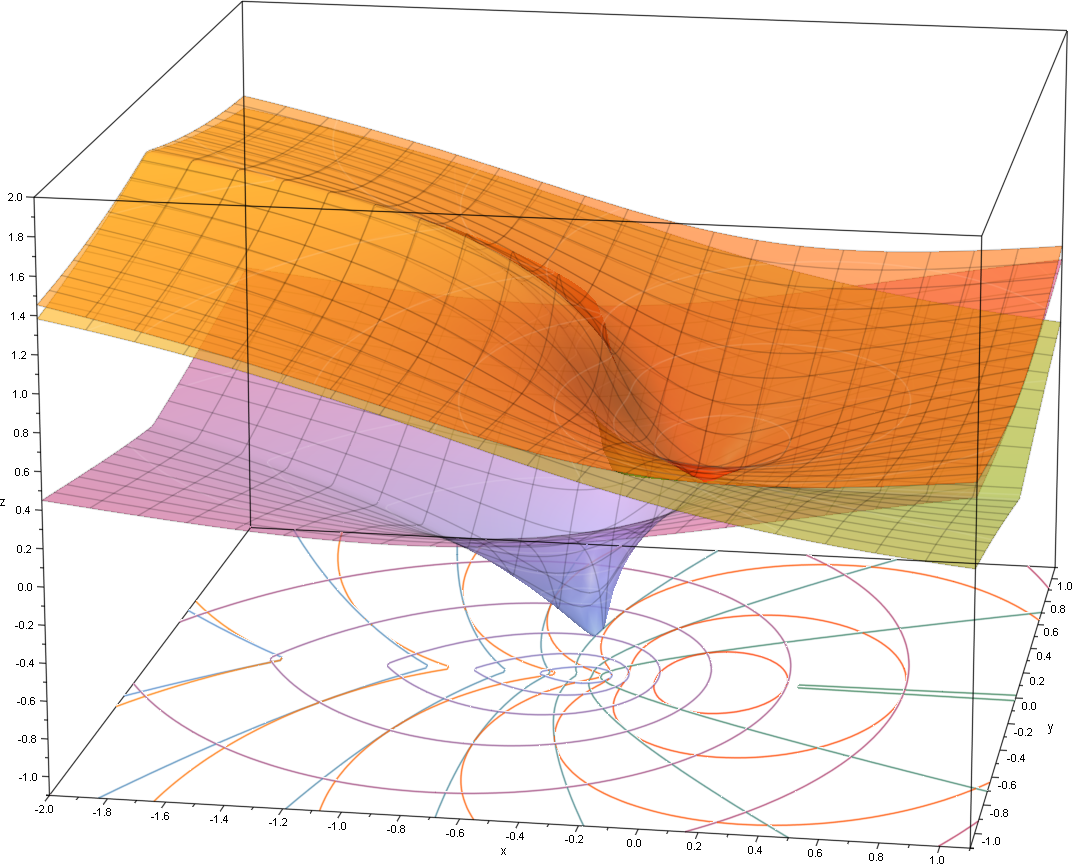

## نرم‌افزار

### متلب
این تابع در نرم‌افزار متلب با دستورِ lambertw فراخوانی می‌شود. شاخهٔ اصلی با یک ورودیِ {\displaystyle x} و شاخه‌های دیگر با دو وردیِ {\displaystyle k} و {\displaystyle x} که {\displaystyle k} عددی صحیح و نشان‌دهندهٔ شمارهٔ شاخه است، به ترتیب به شکل lambertw(x) و lambertw(k,x) استفاده می‌شوند.

### میپل
این تابع در نرم‌افزار میپل با دستور LambertW فراخوانی می‌شود. مشابه با نرم‌افزار متلب، شاخهٔ اصلی با یک ورودی و شاخه‌های دیگر با دو ورودی به شکل LambertW(x) و LambertW(k,x) استفاده می‌شوند.

### متمتیکا
این تابع در نرم‌افزار متمتیکا با دستور ProductLog فراخوانی می‌شود. مشابه دو نرم‌افزار دیگر، شاخهٔ اصلی با یک ورودی و شاخه‌های دیگر با دو ورودی به شکل ProductLog[x] و ProductLog[k,x] استفاده می‌شوند. در نرم‌افزار متمتیکا به جای پرانتز از کروشه برای گرفتن ورودی‌های تابع استفاده می‌شود.